# Bahrein
Il Bahrein o Bahrain, ufficialmente Regno del Bahrein (in arabo مملكة البحرين‎, Mamlakat al-Baḥrayn), è un piccolo Stato sviluppato su un arcipelago di 33 isole vicino alle coste dell'Arabia Saudita, nel Golfo Persico. La capitale è Manama, e la lingua ufficiale è l'arabo.
Il Bahrein, in precedenza un emirato, è diventato un regno nel 2002, costituito come monarchia costituzionale. Lo Stato è retto dalla famiglia reale Al Khalifa e il re è Hamad bin Isa Al Khalifa, mentre il primo ministro è l'erede al trono Salman bin Hamad Al Khalifa.
Ha una superficie di 765 km², abitata, secondo stime del 2014, da 1 343 000 abitanti, di cui 235 108 stranieri. Le acque territoriali confinano ad ovest con quelle dell'Arabia Saudita e a sud con quelle del Qatar. L'isola più importante è Bahrein, che insieme alle isole Sitrah e Muharraq forma il nucleo più importante dell'arcipelago. Si ricordano anche le piccole isole di Nabih Saleh (a nord-est) e Umm Al Nasan (a nord-ovest), oltre alle isole Jidda (sempre a nord-ovest) e le isole Hawar (a sud-est).
Noto per il suo petrolio e per le sue perle, il Bahrein è anche sede di molte grandi strutture nella sua capitale Manama, tra cui il Bahrain World Trade Center e il Bahrain Financial Harbour. Il Gran Premio di Formula 1 del Bahrein si svolge presso il Bahrain International Circuit.

## Etimologia e significato del nome
In lingua araba, baḥrayn è la forma duale del sostantivo arabo baḥr ("mare"), perciò al-Baḥrayn significa "Regno dei due mari". Tuttavia, che il termine sia stato inizialmente destinato all'odierno Bahrein è oggetto di contestazione. Il termine compare cinque volte nel Corano, ma non si riferisce all'isola moderna. Originariamente Awāl si riferiva a delle oasi situate nell'odierna Arabia Saudita. Non è chiaro quando il termine cominciò a riferirsi esclusivamente alle isole del Bahrein, ma fu probabilmente dopo il XV secolo.

## Storia
L'Arcipelago del Bahrein, sin dal secondo millennio a.C., è stato una tappa dei commerci fra la Mesopotamia e l'India. La regione era nota come Dilmun nei documenti babilonesi e assiri e talvolta soggetta al controllo dei vari regni mesopotamici. Fu visitato nell'antichità dal geografo macedone Archia di Pella nel IV secolo a.C., che riferisce che l'isola di Tylos si trovava a un giorno e una notte di navigazione dalla foce dell'Eufrate.
In Bahrein trovarono rifugio nell'899 i Carmati, che organizzarono colà una loro propria entità statuale. I Carmati, chiamati "Fruttivendoli" (al-Baqliyya) per le loro abitudini alimentari strettamente vegetariane, erano un gruppo ismailita millenarista stanziato anche nell'Arabia orientale (al-Hasa).
All'inizio dell'età moderna le isole Awāl appartenevano alla provincia del Bahrein insieme alla costa araba del Golfo Persico. Nel 1521 le isole furono conquistate dai Portoghesi, e la loro storia si separò da quella della terraferma araba. Da questo momento l'espressione Bahrein cominciò ad indicare solamente le isole (in precedenza Awāl), mentre la costa fra Kuwait e Qaṭar fu chiamata al-Hasa.
Nel 1602 i Portoghesi furono cacciati da una rivolta e il Bahrein divenne una dipendenza diretta della Persia. Fra il 1717 ed il 1735, a causa del collasso della dinastia safavide in Persia, l'arcipelago si sottrasse al dominio persiano e rimase indipendente sotto la tribù Huwala. Nel 1736 la nuova dinastia persiana dei Cagiari riconquistò il Bahrein e nel 1753 ne divennero governatori ereditari, sotto sovranità persiana, i membri della dinastia Āl Madhkur.
Nel 1783 il Bahrein insieme al Qatar, sotto la guida della tribù Banū Uṭub, si ribellò agli Āl Makhtūr e divenne definitivamente indipendente dai Persiani. L'indipendenza fu tuttavia breve e l'arcipelago fu conquistato dal sultanato di Oman, allora al suo apogeo, nel 1802.
Nel 1822 una nuova rivolta, capitanata questa volta dalla famiglia degli Āl Khalīfa, ripristinò l'indipendenza dello Stato. In questo periodo vennero stipulati dei trattati con la Gran Bretagna in base ai quali il Bahrein rinunciava alla pirateria ed in cambio la Gran Bretagna s'impegnava a difenderne l'indipendenza da eventuali aggressioni esterne (plausibilmente omanite e saudite). Tuttavia non si trattava ancora di un vero protettorato.
Nel 1869 gli Ottomani estesero il loro dominio lungo la costa araba del Golfo Persico e, con la mediazione britannica, ottennero che il Bahrein si riconoscesse formalmente loro vassallo.
Con il collasso dell'Impero ottomano, nel 1916 il Bahrein divenne un protettorato britannico e lo rimase fino al 1971. Questa è la data della definitiva indipendenza del Bahrein.
L'orientamento politico interno è quello dell'Islam moderato e il Bahrein è dalla sua indipendenza uno dei paesi più tolleranti della regione a livello di leggi e costumi. Il Bahrein ha concesso una base navale agli Stati Uniti per dimostrare la sua politica filo occidentale. Il suo assetto istituzionale, che era disciplinato dalla Costituzione del 1973, il 27 agosto 1975 venne "sospeso temporaneamente".
Il 14 febbraio 2011 avvenne la cosiddetta insurrezione del Bahrein, anche nota come Rivolta del 14 febbraio e Rivolta delle Perle: la maggior parte delle fonti si riferisce spesso a ad essa come una rivolta: iniziano così le sommosse popolari in Bahrein del 2011-2014. Nel marzo del 2011, l'attuale Re del Bahrein, Ḥamad bin ʿĪsā Āl Khalīfa, dichiara uno stato di emergenza della durata di tre mesi a seguito di richieste della maggioranza sciita, presente nel Paese. Numerosi gli scontri e i feriti: 200 feriti, 3 morti (tra cui anche un poliziotto). Lo scontro mobilita le due compagini religiose: sciiti e sunniti. I primi sono appoggiati dall'Iran e si localizzano principalmente nell'isola di Sitrah, viceversa i secondi hanno l'appoggio dell'Arabia Saudita.
Comunque il processo rivoluzionario, tuttora in corso, non ha un carattere esclusivamente confessionale, l'opposizione infatti chiede riforme di carattere economico, sociale e soprattutto politico-costituzionale e relative alle libertà civili.

Non vi è nei movimenti rivoluzionari (pur composti in prevalenza da sciiti) alcun senso di solidarietà con l'Iran, che anzi sarebbe probabilmente danneggiato, a livello di possibile contagio rivoluzionario, dalla nascita di una monarchia costituzionale su modello europeo o da una repubblica democratica, dalla popolazione sciita, a così poca distanza dalle sue coste.

## Geografia

### Morfologia
Si tratta di un piccolo arcipelago situato nel golfo Persico, nell'insenatura formata dalla penisola del Qatar. Composto da 33 isole, molte di esse per caratteristiche morfologiche e ambientali risultano inabitabili, seguita dall'arcipelago di Hawar, vicino alle coste del Qatar e conteso territorialmente con quest'ultimo, e dall'isola di Muharraq.
Il maggior rilievo è alto 122 metri, mentre il resto delle isole è caratterizzato da pianure desertiche.
Le estati sono molto calde (si arriva a 50 °C) mentre le piogge sono scarsissime (meno di 80 mm annui). Si ritrovano palme da datteri.
È bagnato a nord e a est dal Golfo Persico e a sud e a ovest dal Golfo del Bahrein. Non ci sono corsi d'acqua o laghi di rilievo.

## Società

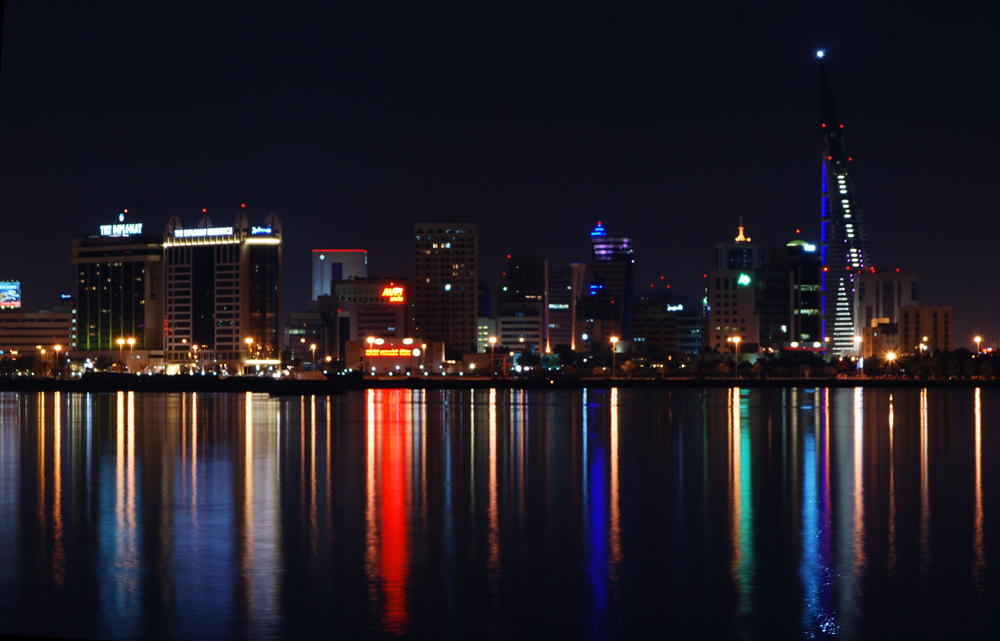
Panoramica notturna di Manama.

La popolazione del Bahrein è di 1 234 596 abitanti. La popolazione urbana è pari al 92,5%. Le città principali sono Madinat Hamad (166 824 abitanti), Manama, la capitale (157 474), Riffa (121 566) e Al Muharraq (109 695).
La popolazione del Bahrein è composta per il 60% da bahreiniti, il restante 40% è rappresentato da immigrati, per lo più di provenienza asiatica.
La lingua ufficiale del Regno è l'arabo. L'inglese è molto diffuso. Inoltre gli abitanti locali parlano anche un particolare dialetto arabo (il bahreinita). Tra gli immigrati sono diffusi l'hindi, l'urdu e il tagalog.

### Religione
La religione ufficiale del Bahrein è l'Islam che è la religione maggiormente praticata.
Secondo il censimento del 2001, l'80% della popolazione è composta da musulmani, il 65-75% dei quali di orientamento sciita e 35-25 sunnita, il 10% da cristiani ed il restante 10% pratica altre religioni. Nel paese vi è anche una piccolissima comunità ebraica.

## Ordinamento dello Stato
Il Bahrein è una monarchia costituzionale; il sovrano è Ḥamād b. ʿĪsā Āl Khalīfa. Il Primo ministro, attualmente l’erede al trono Salman bin Hamad Al Khalifa, presiede un gabinetto di ventitré membri. Il Bahrein ha un parlamento composto da due camere, una bassa, il Majlis al-nuwāb ("Consiglio dei Rappresentanti"), eletta a suffragio universale, ed una camera alta di nomina regia, il Majlis al-shūra ("Consiglio Consultivo"). La Costituzione del Bahrein è del 14 febbraio 2002.

### Suddivisione amministrativa

Mappa dei governatorati prima del settembre 2014

Dal settembre 2014 Bahrein è diviso in quattro governatorati (muḥāfaẓa), in precedenza erano cinque:
1. Capitale
2. Centrale (abolito nel settembre 2014, il suo territorio spartito tra i governatorati Settentrionale, Meridionale e della Capitale)
3. Muharraq
4. Settentrionale
5. Meridionale

### Forze Armate
- Reale esercito del Bahrain
- Al-Bahriyya al-malikiyya al-Bahriyyaniyya
- Royal Bahraini Air Force

## Diritti umani
Il Bahrein è costantemente criticato da organizzazioni internazionali per i diritti umani per numerose violazioni dei diritti civili e politici. La tortura, l'uso di arresti arbitrari e la discriminazione nei confronti delle donne e delle minoranze religiose sono stati segnalati come aspetti particolarmente critici.
L'Organizzazione delle Nazioni Unite ha espresso preoccupazione per la situazione dei diritti umani in Bahrein e ha chiesto al governo di intraprendere azioni per migliorarla. Nel 2011, le autorità bahreinite hanno represso violentemente le proteste popolari, arrestando e torturando attivisti politici e manifestanti, inclusi cittadini stranieri.
Il governo ha anche limitato la libertà di stampa e di espressione, chiudendo diversi siti web critici nei confronti del governo e imprigionando giornalisti e blogger. Il Bahrein è stato criticato anche per la sua pena di morte e per l'uso di tribunali militari per giudicare presunti reati civili e per la negazione del diritto alla difesa.
Nel 2017, l'alto commissario delle Nazioni Unite per i diritti umani ha espresso preoccupazione per la crescente repressione dei dissidenti politici e dei difensori dei diritti umani in Bahrein.
L'organizzazione internazionale per i diritti umani Amnesty International ha chiesto la liberazione di attivisti detenuti arbitrariamente e ha espresso preoccupazione per l'uso di prove ottenute mediante tortura nei loro processi giudiziari.
Nel 2020, il Bahrein è stato incluso nella "lista di controllo" dell'Unione europea per i paesi che violano i diritti umani, a oggi la situazione è monitorata e considerata critica e il parlamento europeo ha chiesto ufficialmente la scarcerazione di un attivista danese detenuto illegalmente.

### Diritti civili
Il Bahrein, nel 1976, ha legalizzato l'omosessualità.

## Istruzione

### Università
L'Università del Bahrein è stata fondata nel 1986.

## Economia
L'importanza e la ricchezza di questo piccolo Stato arabo sono dovute ai consistenti giacimenti petroliferi. La vendita e la raffinazione del petrolio estratto sono la principale fonte di reddito per il paese.
Iran e Bahrein hanno firmato un memorandum d'intesa nel 2008, secondo il quale il Bahrein importerebbe 1 miliardo di metri cubi di gas naturale dall'Iran ogni anno. Era stato previsto che l'accordo entrasse in vigore nel 2015. Il governo del Bahrein ha annunciato nel febbraio 2009 l'annullamento dei colloqui con i rappresentanti del governo iraniano per l'importazione di gas naturale. I dirigenti del Bahrein sono stati offesi da osservazioni fatte da un consulente del leader supremo iraniano, l'ayatollah Ali Khamenei, il quale ha affermato come il Bahrein in passato facesse parte dell'Iran.
Bahrein era considerato un paradiso fiscale. Il sistema fiscale italiano, col Decreto Ministeriale del 4 maggio 1999, l'ha inserita tra gli Stati o Territori aventi un regime fiscale privilegiato, nella cosiddetta Lista nera, ponendo quindi limitazioni fiscali ai rapporti economico commerciali che si intrattengono tra le aziende italiane e i soggetti ubicati in tale territorio. Nel 2012 a seguito di aggiornamento il Paese si è poi conformato agli standard internazionali ed è stato quindi rimosso dalla lista.

## Cultura

### Produzione letteraria
Si distingue la figura del poeta Ali Al Jallawi (1975-), che oltre alla poesia si è dedicato alle comunità e alle minoranze del Bahrein.

### Musica
Per quanto concerne il campo musicale nel XXI secolo si è distinta la cantante e pop star Hala Al Turk. Altra cantante nota di musica pop è Ahlam. Un gruppo musicale di genere rock progressivo è costituito dagli Osiris.

### Patrimoni dell'umanità
L'importante patrimonio culturale del Bahrein, in ambito internazionale, è testimoniato anche dalla presenza di alcuni suoi siti inseriti nella Lista dei patrimoni dell'umanità dell'UNESCO.

### Bahrein nello spazio
- 21 dicembre 2021: viene lanciato il satellite Light-1, primo satellite del Bahrein[23].

### Gastronomia
Piatto tradizionale del Bahrein è il muhammar.

## Ricorrenza nazionale
| Data        | Nome         | Significato                                                                                |
| ----------- | ------------ | ------------------------------------------------------------------------------------------ |
| 16 dicembre | اليوم الوطني‎ | Giorno dell'Incoronazione del primo emiro del Bahrein, Isa bin Salman Al Khalifa, nel 1961 |

## Sport

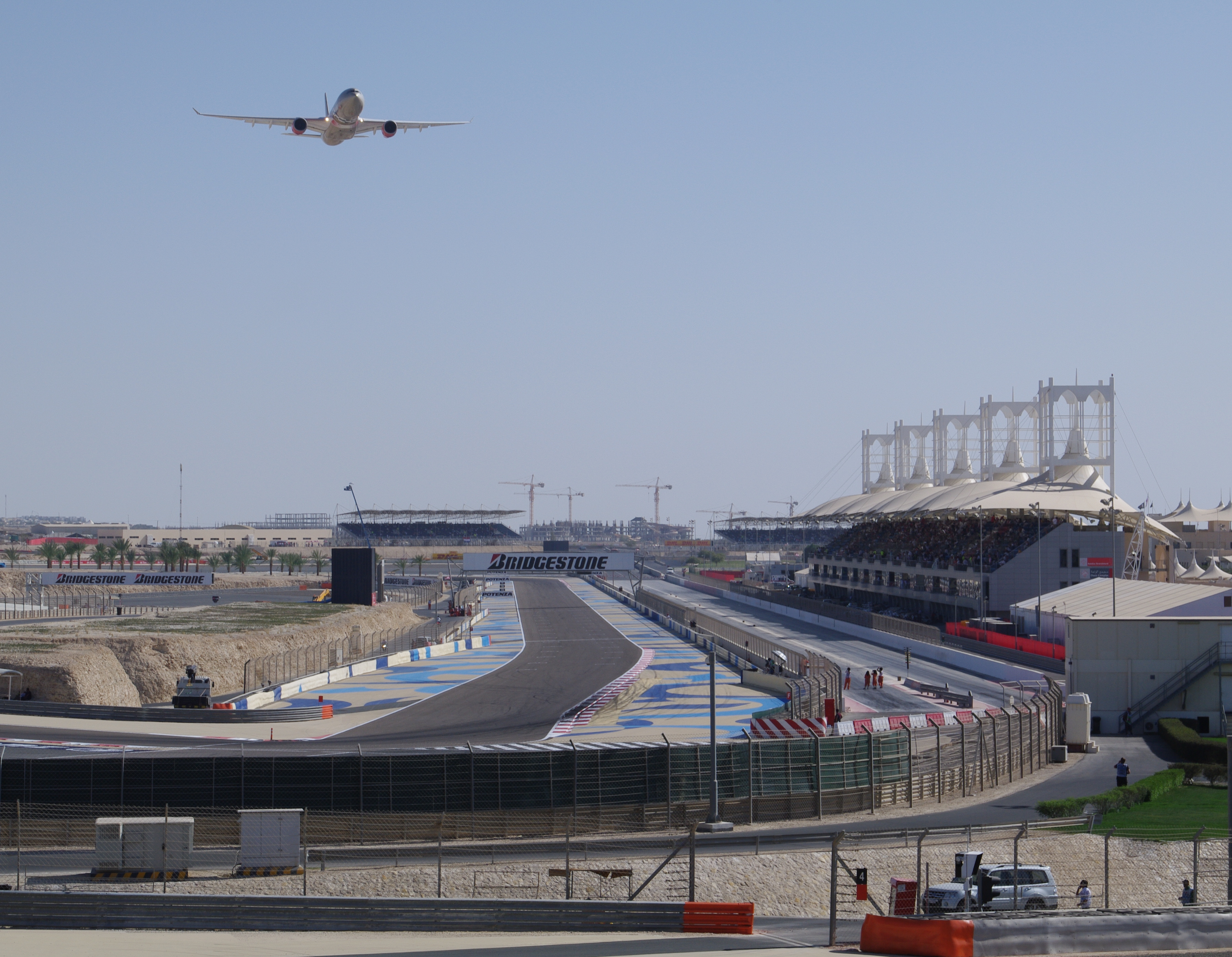
Il Bahrain International Circuit

Dal 2004 in Bahrein si svolge il Gran Premio di Formula 1 nel Circuito "Sakhir" di Manama (nome ufficiale Bahrain International Circuit), costruito nel deserto a 25 km a sud della capitale Manama. Nel 2011, a causa del conflitto civile in atto nel Paese, il Gran Premio che avrebbe dato inizio alla stagione il 13 marzo, è stato annullato. Il circuito ha anche ospitato il primo appuntamento stagionale tra il 2021 e il 2024.
La nazionale di calcio del Bahrein non è riuscita a qualificarsi per i Mondiali di calcio 2006 per poco, venendo sconfitta negli spareggi da Trinidad e Tobago, dopo un doppio confronto emozionante contro l'Arabia Saudita.
Stessa sorte è capitata nelle qualificazioni ai Mondiali di calcio 2010, quando è stata eliminata nella gara di spareggio contro la Nuova Zelanda, dopo aver pareggiato 0-0 la gara di andata in casa, è arrivata la sconfitta in trasferta per 1-0. Nel 2019 ha vinto la Coppa delle Nazioni del Golfo battendo in finale la nazionale dell'Arabia Saudita per 1-0.
Dal 2011 vi si svolge il Volvo Golf Champions, torneo di golf che dal 2012 ha un field riservato unicamente ai vincitori dello European Tour dell'anno precedente.

### Atletica leggera
Nella disciplina dell'atletica leggera ottimi risultati in campo internazionale sono stati raggiunti per il Bahrein da Maryam Yusuf Jamal, campionessa del mondo nei 1500m a Osaka 2007 e a Berlino 2009.

### Giochi olimpici
Il Bahrein ai Giochi olimpici ha finora vinto quattro medaglie.
La prima medaglia d'oro olimpica (e prima medaglia olimpica per il Bahrein) venne dall'atletica leggera con Maryam Yusuf Jamal, nei 1500 metri piani, ai Giochi olimpici di Londra 2012.

### Esplicative
1. ↑  In lingua italiana sono usate entrambe le forme "Bahrein" e "Bahrain", con la prima fedele alla fonologia italiana /baˈrɛin/ e la seconda alla traslitterazione dell'arabo البحرين‎, al-Baḥrayn, cfr.  Allegato A5 – Elenco degli Stati, dei territori e delle monete, su style-guide.europa.eu. URL consultato il 15 febbraio 2025.  Calendario Atlante De Agostini 2013, vol. 2, Novara, Istituto geografico De Agostini, 2012,  pp. 137-138, ISBN 978-88-511-1633-0. Baḥrain, in Treccani.it – Enciclopedie on line, Roma, Istituto dell'Enciclopedia Italiana. URL consultato il 15 febbraio 2025.  Luciano Canepari, Bahrain, in Il DiPI: dizionario di pronuncia italiana, Bologna, Zanichelli, 1999, ISBN 88-08-09344-1. 
 Bruno Migliorini et al., Scheda sul lemma "Baḥrain", in Dizionario d'ortografia e di pronunzia, Rai Eri, 2010, ISBN 978-88-397-1478-7.
«adatt. come Bahrein»
2. ↑  In arabo il termine è bahraini.
3. ↑  Il 9 luglio 2008 re del Bahrein Ḥamad bin ʿĪsā Āl Khalīfa è stato ricevuto nel Palazzo Apostolico di Castel Gandolfo da Papa Benedetto XVI, cfr.  All'Ambasciatore del Bahrein presso la Santa Sede, su vatican.va, 18 dicembre 2008. URL consultato il 15 febbraio 2025.

### Bibliografiche
1. ↑  (EN) Population growth rate, su CIA World Factbook. URL consultato il 28 febbraio 2013 (archiviato dall'url originale il 25 giugno 2014).
2. 1 2   Bahreinita, in Treccani.it – Vocabolario Treccani on line, Roma, Istituto dell'Enciclopedia Italiana. URL consultato il 15 febbraio 2025.
3. ↑   Dati dal Fondo Monetario Internazionale, ottobre 2013.
4. ↑   Tasso di fertilità nel 2011, su data.worldbank.org. URL consultato il 12 febbraio 2013.
5. ↑   Grande enciclopedia Curcio di cultura universale, vol. 2, Bergamo, Armando Curcio, 1966,  p. 1165.
6. ↑   Bahrain Weather (archiviato dall'url originale il 4 aprile 2009).
7. ↑  (EN) Amir Taheri, Why Bahrain blew up, in New York Post, 17 febbraio 2011. URL consultato l'8 gennaio 2018 (archiviato dall'url originale il 4 ottobre 2012).
8. ↑  (EN) Glen Carey e Mohammed Hatem, Bahrain Shiites May Rally After Funeral for Protester, Bloomberg, 16 febbraio 2011. URL consultato l'8 gennaio 2018.
9. ↑  (EN) Lindsey Hilsum, Bahrain: it may be small, but it matters, su Channel4.com, Channel 4, 17 febbraio 2011. URL consultato l'8 gennaio 2018.
10. ↑  (EN) Country Profile: The Kingdom of Bahrain, su fco.gov.uk, UK Foreign and Commonwealth Office. URL consultato l'8 gennaio 2018 (archiviato dall'url originale il 2 febbraio 2012).
11. ↑  (EN) Mapping the Global Muslim Population, su PewForum.org, 7 ottobre 2009. URL consultato l'8 gennaio 2018.
12. ↑   Paolo Branca, Il "figlio del sunnita" e la sunnah, in Oriente Moderno, vol. 82, n. 1, 12 agosto 2002,  pp. 195-206, DOI:10.1163/22138617-08201013, ISSN 0030-5472 (WC · ACNP). URL consultato il 23 gennaio 2020.
13. ↑   Adonella Cedarmas, Due Comunità Religiose a Confronto: la Comunità Ebraica e il Centro Culturale Islamico di Trieste, in Oriente Moderno, vol. 88, n. 1, 12 agosto 2008,  pp. 75-97, DOI:10.1163/22138617-08801004. URL consultato il 23 gennaio 2020.
14. ↑  (EN) Central Governatorate dissolved, su gulf-daily-news.com. URL consultato il 22 marzo 2015 (archiviato dall'url originale il 10 ottobre 2017).
15. ↑  (EN) UN human rights office concerned about Bahrain’s toughened anti-terrorism law | UN News, su news.un.org, 6 agosto 2013. URL consultato il 14 aprile 2023.
16. ↑  (EN) Bahrain, su OHCHR. URL consultato il 14 aprile 2023.
17. ↑  (EN) ADHRB Staff, Unable to hide its human rights abuses, Bahrain the focus of UN scrutiny in 2022, su Americans for Democracy & Human Rights in Bahrain, 17 gennaio 2023. URL consultato il 14 aprile 2023.
18. ↑   Bahrein: Abdulhadi Al-Khawaja è in pericolo!, su Amnesty International Italia. URL consultato il 14 aprile 2023.
19. ↑  (PT) Human rights breaches in China, Chad and Bahrain | Atualidade | Parlamento Europeu, su www.europarl.europa.eu, 15 dicembre 2022. URL consultato il 14 aprile 2023.
20. ↑  https://www.adnkronos.com/omofobia-dalle-frustate-alla-morte-cosa-rischia-comunita-lgbt-nei-paesi-arabi_4Y6k9gMVRXaaJ9zVDrq4GG
21. ↑  https://it.uni24k.com/u/577/
22. ↑  (EN) Hala Al Turk Everyday Teen to Everyday Teen to Stage Star, su bahrainthismonth.com, 31 dicembre 2018. URL consultato il 15 febbraio 2025.
23. ↑  (EN) Bahrain launches first satellite, in cooperation with UAE, su Bahrain News Agency, 21 dicembre 2021.
24. ↑  (EN) Traditional Bahraini Muhammar - Sweet Rice Dish Recipe, su Food.com. URL consultato il 22 dicembre 2021.